# Poniky
Poniky és un poble i municipi d'Eslovàquia que es troba a la regió de Banská Bystrica.

## Història
La primera menció escrita de la vila es remunta al 1284.

## Demografia
| Godina             | 1994 | 2004   | 2014   | 2024   |
| ------------------ | ---- | ------ | ------ | ------ |
| Nombre de persones | 1538 | 1567   | 1564   | 1554   |
| Diferència         |      | +1,88% | −0,19% | −0,63% |

| Godina             | 2023 | 2024   |
| ------------------ | ---- | ------ |
| Nombre de persones | 1540 | 1554   |
| Diferència         |      | +0,90% |